# Sílice hidrofóbico
El sílice hidrofóbico es un sílice u óxido de silicio que tiene grupos hidrófobos enlazados químicamente a su superficie. El sílice hidrofóbico se fabrica con humo de sílice y sílice precipitado. Los grupos hidrofóbicos son generalmente cadenas de alcanos y dimetilpolisiloxanos.

## Fabricación
El sílice es hidrófilo debido a la presencia de silanol (Si-OH) en su superficie, es decir, grupos hidroxilo montados sobre un átomo de silicio. Estos grupos de silanol pueden transformarse en hidrófobos mediante una variedad de reactivos.

### Sílice ahumado hidrófobo
El humo de sílice reacciona con clorosilano en un reactor de lecho fluidizado a 400°C.

### Sílice precipitado hidrófobo
El sílice precipitado se puede volver hidrófobo con clorosilano o trimetilsilano en la solución de precipitación. El sílice hidrofobizado se filtra, se lava y se seca y luego es templado a una temperatura de entre 300-400°C para finalizar la reacción.

## Propiedades
- Controles de reología.
- Comportamiento de las suspensiones y la estabilidad.
- Modificación de las propiedades mecánicas y ópticas.

## Aplicaciones
Pinturas, tintas, adhesivos, plásticos, impermeabilizantes, tóneres, agentes antiespuma, selladores de silicona, cosméticos, agricultura, extintores, alimentos, resinas del poliéster, geles para cables, lubricantes, etc.